# Tréfumel
Tréfumel (tiếng Breton: Trefermael) là một xã của tỉnh Côtes-d’Armor, thuộc vùng Bretagne, tây bắc Pháp.

## Dân số
Người dân ở Tréfumel được gọi là Tréfumellois.